# برت براون (بازیکن فوتبال)
برت براون (انگلیسی: Bert Brown؛ زادهٔ) بازیکن فوتبال اهل بریتانیا است.
از باشگاه‌هایی که در آن بازی کرده‌است می‌توان به باشگاه فوتبال میدلزبرو، باشگاه فوتبال کرو آلکساندرا، باشگاه فوتبال یورک سیتی و باشگاه فوتبال برادفورد سیتی اشاره کرد.